# San Polo Matese
San Polo Matese es una localidad y comune italiana de la provincia de Campobasso, región de Molise, con 445 habitantes.

## Evolución demográfica
| Gráfica de evolución demográfica de San Polo Matese entre 1861 y 2001 |
|                                                                       |
| Fuente ISTAT - elaboración gráfica de Wikipedia                       |